# Lista över finska krig
Det här är en lista över finska krig 1917—1945:
- Finska inbördeskriget (1918)
- Frändefolkskrigen, Heimosodat, där finska frivilliga deltog
  - Estniska frihetskriget (1918—1920)
  - Vitkarelska expeditionen  (1918)
  - Olonets-expeditionen
  - Karelska expeditionen
  - Petsamo-expeditionen 1918 och 1920
  - Kriget i Östkarelen (1921—1922)
  - Finskingermanländarnas revolt (1918—1920)
  - Fredsfördraget i Dorpat (1920)
- Finska vinterkriget (1939—1940)
  - Moskvafreden (1940)
- Fortsättningskriget (1941—1944)
  - Mellanfreden i Moskva (1944)
  - Parisfreden (1947)
- Lapplandskriget (1944—1945)